# Chalette-sur-Voire

Chalette-sur-Voire este o comună în departamentul Aube din nord-estul Franței. În 1 ianuarie 2022 avea o populație de 128 de locuitori.